# 슈치군

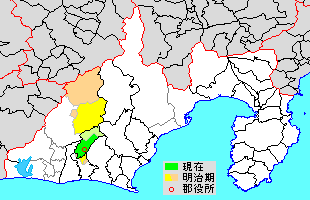
슈치 군의 위치

슈치군(일본어: 周智郡, しゅうちぐん)은 일본 시즈오카현에 있는 군이다.
인구 16,333명, 면적 133.91km², 인구밀도 122명/km².(2025년 3월 1일, 추계인구)
이하 1정으로 구성된다.
- 모리정(森町)

## 군역
1879년 행정 구역으로 발족 당시의 군역은, 현재의 행정 구역으로 아래의 구역에 해당한다.
- 하마마쓰시 덴류구의 일부
- 후쿠로이시의 일부
- 모리정의 대부분

## 역사

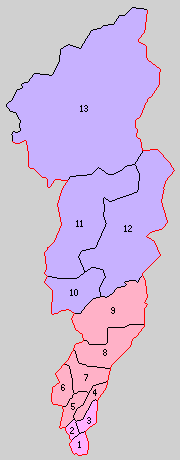
1.구도니시촌 2.야마나시촌 3.우가리촌 4.이다촌 5.소노다촌 6.이치미야촌 7.모리정 8.아마가타촌 9.미쿠라촌 10.이누이촌 11.게타촌 12.구마키리촌 13.오쿠야마촌 (분홍:후쿠로이시 보라:하마마쓰시 빨강:모리정)

- 1889년 4월 1일 - 정촌제 시행으로, 아래의 정촌이 발족.(1정 12촌)
  - 구도니시촌(久努西村), 야마나시촌(山梨村), 우가리촌(宇刈村): 현 후쿠로이시
  - 이다촌(飯田村), 소노다촌(園田村), 이치미야촌(一宮村), 모리정(森町), 아마가타촌(天方村), 미쿠라촌(三倉村): 현 모리정
  - 이누이촌(犬居村), 게타촌(気多村), 구마키리촌(熊切村), 오쿠야마촌(奥山村): 현 하마마쓰시
- 1898년 3월 13일 - 야마나시촌이 정제 시행으로 야마나시정(山梨町)이 됨.(2정 11촌)
- 1903년 12월 1일 - 오쿠야마촌의 일부가 분리되어 시로니시촌(城西村)이 발족.(2정 12촌)
- 1925년 5월 10일 - 오쿠야마촌이 정제 시행과 개칭으로 미사쿠보정(水窪町)이 됨.(3정 11촌)
- 1928년 11월 15일 - 이누이촌이 정제 시행으로 이누이정(犬居町)이 됨.(4정 10촌)
- 1948년 9월 1일 - 구도니시촌이 이와타군 후쿠로이정과 합병하여 이와타군 후쿠로이정이 발족, 군에서 이탈.(4정 9촌)
- 1951년 7월 1일 - 미사쿠보정·시로니시촌의 소속이 이와타군으로 변경.(3정 8촌)
- 1955년
  - 1월 1일 - 야마나시정·宇刈村이 합병하여, 새로이 야마나시정이 발족.(3정 7촌)
  - 4월 1일 - 모리정·이다촌·소노다촌·이치미야촌·아마가타촌이 합병하여, 새로이 모리정이 발족.(3정 3촌)
- 1956년 9월 30일(3정 1촌)
  - 모리정이 미쿠라촌 및 오가사군 하라이즈미촌의 일부를 편입.
  - 이누이정·구마키리촌이 합병하여, 하루노정(春野町)이 발족.
- 1957년 8월 1일 - 하루노정·게타촌이 합병하여, 새로이 하루노정이 발족.(3정)
- 1963년 1월 1일 - 야마나시정이 후쿠로이시에 편입.(2정)
- 2005년 7월 1일 - 하루노정이 하마마쓰시에 편입.(1정)